# Vou Levando a Vida
Vou Levando a Vida é o segundo álbum de estúdio do cantor brasileiro Daniel em carreira solo. Foi lançado em 3 de agosto de 1999 pela Warner Music. O álbum chegou a marca de 1 milhão de cópias vendidas em todo o Brasil e conquistou o disco de diamante. A canção "No Ponto pra Mim" fez parte da trilha sonora do filme Xuxa Requebra.
De acordo com o ECAD, "Que Era Eu" foi a sexta canção mais executada no Brasil em 2000, com um total de 3.732 execuções.

## Lista de faixas
| N.º            | Título                                             | Compositor(es)                                                             | Duração |  |
| 1.             | "Vai Dar Samba"                                    | Peninha                                                                    | 3:52    |  |
| 2.             | "Que Era Eu"                                       | Carlos Colla / Elias Muniz                                                 | 4:31    |  |
| 3.             | "A Gata do Milênio"                                | Marcos Marcelo / Nana Nascimento / Waldir Luz                              | 4:38    |  |
| 4.             | "No Ponto Pra Mim"                                 | Elias Muniz / Peninha                                                      | 4:36    |  |
| 5.             | "Ao Meu Lado Outra Vez (A Whiter Shade Of Pale)"   | Gary Brooker / Keith Reid (Versão: Daniel / Manoel Nenzinho Pinto)         | 5:03    |  |
| 6.             | "É Tudo o Que Eu Queria"                           | Peninha                                                                    | 4:26    |  |
| 7.             | "Só Depois do Casamento"                           | Cecílio Nena / Piska                                                       | 3:23    |  |
| 8.             | "Vou Levando a Vida"                               | Elias Muniz / Luiz Carlos / Peninha                                        | 4:07    |  |
| 9.             | "O Destino Nos Separou"                            | Geraldo Nunes / Cosmo                                                      | 3:14    |  |
| 10.            | "Fale Um Pouco de Você"                            | Rick                                                                       | 4:33    |  |
| 11.            | "Sou Maluco Por Mulher"                            | Pinocchio                                                                  | 3:12    |  |
| 12.            | "Flor e Colibri / música incidental: Tara's Theme" | Altay Veloso / Paulo César Feital (Tara's Theme: David Mack / Max Steiner) | 4:19    |  |
| 13.            | "Pra Tomar Coragem"                                | Claudio Matta / Luca Ferreira / Alvaro Socci                               | 3:22    |  |
| 14.            | "Bola Azul"                                        | Altay Veloso                                                               | 3:29    |  |
| 15.            | "Viva o Amor"                                      | Alexandre / Roberto Merli                                                  | 4:21    |  |
| 16.            | "Eu Tô No Meio"                                    | Chico Amado                                                                | 3:16    |  |
| Duração total: | Duração total:                                     | Duração total:                                                             | 1:04:39 |  |

## Certificações e vendas
| País          | Certificação | Data | Vendas certificadas |
| ------------- | ------------ | ---- | ------------------- |
| Brasil (ABPD) | Diamante     | 2003 | 1.000.000           |